# Damaris Egurrola
Damaris Berta Egurrola (Orlando, 26 augustus 1999) is een Nederlands-Spaans-Amerikaans voetbalster.
Egurrola heeft de Spaanse nationaliteit, maar omdat ze in de Verenigde Staten is geboren, en ook een Nederlandse moeder heeft, kon ze naast Spanje ook voor de Verenigde Staten en voor Nederland uitkomen in internationale wedstrijden. Ze heeft voor Nederland gekozen.

## Statistieken
| Seizoen | Club               | Land      | Competitie | Wedstrijden | Doelpunten |
| ------- | ------------------ | --------- | ---------- | ----------- | ---------- |
| 2017/18 | Athletic Club      | Spanje    | PDF        | 27          | 0          |
| 2018/19 | Athletic Club      | Spanje    | PDF        | 27          | 1          |
| 2019/20 | Athletic Club      | Spanje    | PDF        | 20          | 2          |
| 2020/21 | Everton            | Engeland  | WSL        | 6           | 0          |
| 2020/21 | Olympique Lyonnais | Frankrijk | DF1        | 2           | 0          |
| 2021/22 | Olympique Lyonnais | Frankrijk | DF1        | 14          | 3          |
| 2022/23 | Olympique Lyonnais | Frankrijk | DF1        | 16          | 2          |
| 2023/24 | Olympique Lyonnais | Frankrijk | DF1        |             |            |
| Totaal  | Totaal             | Totaal    | Totaal     | 112         | 8          |

Bijgewerkt op 5 december 2023.

## Interlands
Egurrola speelde voor het Spaanse O17 en O19 teams, en in 2019 maakte ze haar debuut voor het Spaans vrouwenvoetbalelftal in oefenduels.
Ze maakte op 8 april 2022 haar debuut voor het Nederlands vrouwenvoetbalelftal in de WK kwalificatiewedstrijd tegen Cyprus met rugnummer 13. Tijdens het EK van 2022 scoorde ze met een kopbal tijdens de tweede groepswedstrijd tegen Portugal. Op 5 december 2023 scoorde zij in de laatste groepswedstrijd van de Nations League tegen België tweemaal in blessuretijd waardoor Nederland met 4-0 won, en zich plaatste voor de halve finale ten koste van Engeland.

## Privé
Egurrola werd geboren in Orlando in de Verenigde Staten, maar op zevenjarige leeftijd verhuisde ze naar Spanje, waar haar vader oorspronkelijk vandaan komt.
Haar vader was een speler van pelota, die in Amerika professioneel aan deze sport deed.
Egurrola spreekt Spaans, Nederlands, Baskisch en Engels.